# 佐藤一世
佐藤 一世（さとう いっせい、2001年7月21日 - ）は、日本の陸上競技選手。専門は中距離走・長距離走。千葉県松戸市出身。青山学院大学総合文化政策学部・総合文化政策学科社会卒業。SGホールディングス所属。

## 経歴
松戸市立小金中学校入学当初はサッカー部に所属していたが、2年生時から陸上部へ転向。千葉県大会の中距離走・駅伝大会などで実績を積む。
中学卒業後の2017年4月、八千代松陰高等学校に入学し陸上競技部へ入部。同高校2年生時に第69回全国高校駅伝へ初出場、1区・10Kmで区間2位と好走。さらに天皇盃全国都道府県対抗男子駅伝競走大会でも5区・8.5Kmで区間賞を獲得した。高校3年生時も第70回全国高校駅伝では1区で28分48秒を記録し、区間賞を獲得、それまで上野裕一郎（佐久長聖高等学校）が持っていた日本人選手区間最高記録を16年ぶりに更新した。全国都道府県対抗男子駅伝では5区・区間3位だった。
原晋監督に早くから素質の高さを見出され、高校卒業後の2020年4月に青山学院大学へ進学・同陸上競技部に所属。しかし、新型コロナウィルス感染症拡大の影響を受け、2020年の3～6月の間は日本で公式レースが開催出来ず、2020年10月11日に決行予定だった第32回出雲全日本大学選抜駅伝競走も、止むを得ず中止が決定。
2020年11月1日の第52回全日本大学駅伝対校選手権大会は無事に開催が決定。佐藤自身初めての三大駅伝で5区（12.4Km）を担当し、35分47秒といきなり区間新記録を樹立する活躍を見せた。青学大は7区でトップに立ったものの、最終8区で駒澤大、東海大、明大に追い抜かれ4位にとどまった。
2021年1月2日の第97回東京箱根間往復大学駅伝競走では青学大で唯一の1年生として4区を担当し、11位で襷を受ける。途中で10位の日体大を追い抜き、区間4位の走りで5区・竹石尚人にタスキを繋いだ。だが、竹石は途中4回も足のけいれんによるアクシデントで立ち止まり区間17位とブレーキ。結局青学大は往路初優勝を果たした創価大と7分35秒差の12位と大きく出遅れ、総合2連覇は絶望的となる。翌日は大きく順位を上げて復路優勝を果たしたが、5分12秒差の総合4位に終わった。
2021年10月10日、2年ぶりの開催となった第33回出雲駅伝では3区を担当し、区間3位。だが優勝した東京国際大には遠く及ばず、1分57秒差の総合2位。同年11月7日の第53回全日本大学駅伝では2年連続で5区を担当し区間賞を獲得。しかし青学大は8秒差で惜しくも駒澤大に敗れ、出雲駅伝に続き2位に終わる。
2022年1月2日の第98回箱根駅伝では、青学大が2年ぶり5度目の往路優勝に返り咲き、翌日の復路でもトップを独走。佐藤は7区・岸本大紀から首位で襷を受けると、区間2位の好走で9区・中村唯翔へ襷を繋いだ。その後、中村と10区・中倉啓敦が連続で区間記録を更新する快走を見せ圧勝。2位に10分51秒の大差をつけて2年ぶり6度目の総合優勝（完全優勝）を果たし、大会新記録も樹立した。
2022年10日10日の出雲駅伝では出場なし。
同年11月6日の第54回全日本大学駅伝で今季初出場。区間賞は惜しくも東海大・石原翔太郎に譲ったが、区間2位の快走で13位から11位に押し上げた。ただ、青学大は3分58秒差の3位に甘んじた。
2023年1月2日・3日の第99回箱根駅伝では7区を担当。7位で襷を受けたが、順大・浅井皓貴に追い抜かれ8位に後退。佐藤自身も区間7位にとどまり、先頭の駒澤大・安原太陽との差も詰められなかった。その後9区・岸本の快走などで巻き返し、総合3位（往路3位、復路9位）に入り表彰台を死守。だが、総合優勝の駒澤大には7分14秒の大差をつけられ2連覇を逃し、9年ぶりの無冠となった。
2023年10日9日の第35回出雲駅伝では3区を担当し、2区・黒田朝日から2位で襷を受ける。佐藤自身は区間3位だったが、1つ順位を下げ3位に後退。その後4区で再び2位に上がるも、5区と6区で伸び悩み3分37秒差の4位に甘んじた。
同年11月5日の第55回全日本大学駅伝では前年と同じく3区を担当し、16秒差の2位で襷を受ける。後続に追い抜かれる場面もあったが、最後は粘りを見せ2位をキープした。しかし区間8位と振るわず、1位の駒澤大・篠原倖太朗に差を大きく広げられた（最終的に青学大は3分34秒差の2位）。
2024年1月2日、3日の第100回箱根駅伝では1年生以来となる4区を担当。トップで襷を受けると2位・駒澤大との差を1分以上広げ、区間賞を獲得。青学大は5区以降も快走を続け、2年ぶり7回目の総合優勝（往路新記録、総合新記録）を果たした。
卒業後はSGホールディングスで競技を継続している。

## 人物・エピソード
- 2021年度・青山学院大学陸上部長距離ブロック元主将の飯田貴之（現・富士通所属）は、八千代松陰高校時代から2学年先輩に当たる親しい間柄である。また、2021年1月2日に公開された『青学TV・青学駅伝タイムズNo.2』で飯田・近藤幸太郎・佐藤の3人にインタビューした動画で、佐藤は『憧れの選手』として飯田を挙げ、「競技面のみならず生活面でも学ぶことが多いので、後輩としても尊敬しています」と語り、2022年1月3日の第98回箱根駅伝後の優勝のインタビューで「飯田先輩に本当に憧れて、この大学に入ったのもあるので」と発言していた。
- 青山学院大学陸上部で特に仲が良い選手は、同期の志貴勇斗。
- 前述の動画で、自身の陸上の強みとして『駅伝力』を挙げている。理由は「トラックより駅伝など、大きい試合の方が結果を残しているから」と述べている。その公言通りに、佐藤は全日本大学駅伝対校選手権大会にこれまで2回とも5区に出走し、区間賞を獲得している。
- 青山学院大学の1軍寮で毎週月曜日を除いた毎朝定例の、青山学院大学陸上競技部長距離ブロックの公式Twitterでも公開される、順番で1人の選手が発言する『今日の一言』で、佐藤は2021年秋に『趣味』を挙げ、その際に「趣味が思い当たらない」と発言したという。しかし、趣味が無い訳では無く、それまでの佐藤の『今日の一言』では音楽にまつわる発言をすることが多く、本人のTwitterでも時々ツイートしている。
- YOASOBIのファンで、2021年での一番うれしいことは「YOASOBIのライブに行けたこと」と答えている。

## 戦績

### 主な戦績
| 年         | 大会                                     | 種目（区間） | 順位     | 記録          | 備考                 |
| ---------- | ---------------------------------------- | ------------ | -------- | ------------- | -------------------- |
| 2014年     | 千葉県中学校新人体育陸上大会             | 1500m決勝    | 総合2位  | 4分31秒71     |                      |
| 2015年     | 千葉県中学校新人体育陸上大会             | 3000m決勝    | 総合3位  | 9分13秒15     |                      |
| 2018年1月  | 第23回全国都道府県対抗男子駅伝競走大会   | 5区・8.5Km   | 区間3位  | 25分02秒      | 千葉県チーム総合3位  |
| 2018年12月 | 第69回全国高等学校駅伝競走大会           | 1区・10Km    | 区間2位  | 29分20秒00    | 高校チーム総合7位    |
| 2019年1月  | 第24回全国都道府県対抗男子駅伝競走大会   | 5区・8.5Km   | 区間賞   | 24分29秒      | 千葉県チーム総合14位 |
| 2019年7月  | 市原市ナイター陸上競技記録会             | 1500m        | 総合1位  | 3分53秒59     | 自己ベスト記録       |
| 2019年12月 | 第70回全国高等学校駅伝競走大会           | 1区・10Km    | 区間賞   | 28分48秒      | 高校チーム総合16位   |
| 2020年1月  | 第25回全国都道府県対抗男子駅伝競走大会   | 5区・8.5Km   | 区間3位  | 24分13秒      | 千葉県チーム総合10位 |
| 2021年3月  | 第24回日本学生ハーフマラソン選手権大会   | 21.01975Km   | 総合50位 | 1時間05分47秒 | ハーフマラソン初出走 |
| 2021年5月  | 第100回関東学生陸上競技対抗選手権大会    | 10000m決勝   | 総合13位 | 28分50秒56    | 自己ベスト記録       |
| 2021年7月  | ホクレンディスタンスチャレンジ・士別大会 | 5000mB       | 総合6位  | 14分49秒74    | 自己ベスト記録       |

### 大学での駅伝実績
| 年度               | 出雲駅伝                    | 全日本大学駅伝                        | 箱根駅伝                         |
| ------------------ | --------------------------- | ------------------------------------- | -------------------------------- |
| 1年生 （2020年度） | 第32回 （開催中止）         | 第52回 5区-区間賞 35分47秒 区間新記録 | 第97回 4区-区間4位 1時間03分09秒 |
| 2年生 （2021年度） | 第33回 3区-区間3位 24分44秒 | 第53回 5区-区間賞 35分57秒            | 第98回 8区-区間2位 1時間04分49秒 |
| 3年生 （2022年度） | 第34回 出場無し             | 第54回 3区-区間2位 33分52秒           | 第99回 7区-区間7位 1時間03分33秒 |
| 4年生 （2023年度） | 第35回 3区-区間3位 24分52秒 | 第55回 3区-区間8位 34分23秒           | 第100回 4区-区間賞 1時間01分10秒 |

## 自己記録
- 1500m - 3分53秒59（2019年7月14日、市原市ナイター陸上競技記録会 2019）
- 5000m - 13分36秒43（2023年9月24日、第10回絆記録挑戦会）
- 10000m - 28分11秒00（2023年11月22日、GMOインターネットグループpresents MARCH対抗戦2023）
- ハーフマラソン - 1時間03分05秒（2023年3月12日、第26回日本学生ハーフマラソン選手権大会）